# Macassar (Le Cap)
Macassar est un village situé à l'est des Cape Flats, en périphérie de la ville du Cap en Afrique du Sud . 

## Localisation
Macassar est situé dans la région d'Helderberg, à l'est de la ville du Cap. Traversé par la N 2, il est bordé au sud par la côte de False Bay, à l'ouest par le township de Kayelitsha, et à l'est par la commune de Somerset West. 

## Quartiers
Macassar se divise en 2 secteurs : Macassar central et Croydon.

## Démographie
Selon le recensement de 2011, Macassar compte 33 225 habitants, principalement issus de la communauté Coloured (88,26 %). Les noirs représentent 8,92 % des habitants et les blancs environ 1,24 % des résidents.
Les langues maternelles dominantes sont l'afrikaans (85,17 %) et l'anglais sud-africain (7,47 %). 

## Historique
Le village de Macassar existe depuis 1694 et a été fondé par des indonésiens déportés dans la colonie du Cap. Le lieu est nommé en hommage à Makassar, lieu de naissance de Sheikh Yusuf (1626-1699), leur guide, chef communautaire et le fondateur du village. 
Lieu d'habitation des malais du Cap, Macassar a été attribué à la communauté coloured, comprenant les métis du Cap et les malais, durant la période d'apartheid. 

## Politique
Durant les élections générales sud-africaines de 2014, l'Alliance démocratique a obtenu plus de 82 % des suffrages dans 6 des 7 circonscriptions électorales de Macassar et plus de 60 % des voix dans la dernière circonscription.